# Polydesmus gracilipes
Polydesmus gracilipes är en mångfotingart som beskrevs av Jean-Henri Humbert och Henri Saussure 1870. Polydesmus gracilipes ingår i släktet Polydesmus och familjen plattdubbelfotingar. Inga underarter finns listade i Catalogue of Life.